# 點五步
《點五步》（英語：Weeds on Fire）為2016年的香港運動電影，由陳志發執導，楊菁菁任動作指導，是香港首部劇情電影計劃第一屆的得獎作品，香港電影發展局電影發展基金撥款，監製為陳慶嘉及柯星沛，由廖啟智、林耀聲及胡子彤領銜主演。此電影由香港80年代的真實故事改編，講述初首支香港少年棒球隊「沙燕隊」成立、並隨即於翌年擊敗日本隊伍，奪得香港少棒聯盟公開賽冠軍的事跡。現時沙田橫跨城門河的沙燕橋，即為紀念此事而命名。
此片主角廖啟智因罹患胃癌於2021年3月28日病逝，ViuTV後安排在2021年4月4日晚上10時30分，以《向智叔致敬：點五步》節目標題名義重播此電影。

## 故事大綱
八十年代的香港，是最好的時代，也是最壞的時代。時為1984年，生於基層的阿龍（林耀聲飾）和細威（胡子彤飾）是一對成長在公共屋邨的頑童，自少形影相隨，流連嬉戲，並一同就讀沙田區內收容壞學生的Band 5中學。其時該校的盧校長（廖啟智飾）力排眾議、向沙田區政務專員曾先生（潘燦良飾）爭取資金，希望於校內成立一支棒球隊，以團隊運動教化校內頑劣男生。盧校長將球隊訂名為「沙燕隊」，邀請阿龍、細威、陳強等人加入，並對他們進行地獄式訓練。義氣、汗水；針鋒相對、大動干戈；處事的凌角、性事的好奇，無不少年事。波瀾壯闊的香港前途問題，似乎不是年少無知的主菜。一場場棒球比賽是有形的爭鬥，無形的風波卻圍繞著阿龍與細威間展開……

## 演員表
| 演員   | 角色     | 簡介 |
| 廖啟智 | 盧光輝   | 盧校長 沙田Band 5「基覺書院」的校長，為學生設想。在他的堅持之下，成立了首支華人少年棒球隊「沙燕隊」，並兼任隊中教練，對校內的頑劣少年進行一系列的嚴格訓練，帶領他們比賽。 角色改編自真實的盧光輝校長。                                                                |
| 林耀聲 | 謝志龍   | 阿龍 居於禾輋邨 頑劣少年，自少和鄰居細威形影不離。 性格懦弱，稱細威是他的「大樹」，好為他「遮陰」。後來加入沙燕隊，在校長的引領下逐步走出陰影，成就自己。 中年阿龍為電影旁白，由林海峰特別聲演。                                                                      |
| 胡子彤 | 范進威   | 細威 居於禾輋邨 和阿龍自少相交的頑童，會照應阿龍，和黑幫之輩有關係。性格火爆，在加入沙燕隊後，恃仗自己技術稍有優勢，不時辱罵隊員，之後因不滿盧校長臨場調動而退出球隊。迷戀同校女子排球隊的隊員芷菁。 演員胡子彤為真實香港棒球代表隊成員。                             |
| 岑珈其 | 陳強     | 阿龍及細威的同學，沙燕隊成員。 |
| 柯煒林 | 牛屎     | 阿龍及細威的同學，沙燕隊成員。 |
| 黃定謙 | 力王     | 阿龍及細威的同學，沙燕隊成員。 |
| 李悅瀚 | 架兩     | 阿龍及細威的同學，沙燕隊成員。 |
| 林家熙 | Locker豪 | 阿龍及細威的同學，沙燕隊成員。 |
| 張德熙 | 德記     | 阿龍及細威的同學，沙燕隊成員。 |
| 黃焯璘 | 班長     | 阿龍及細威的同學，沙燕隊成員。 |
| 周翰林 | 矮瓜達   | 阿龍及細威的同學，沙燕隊成員。 |
| 關銘輝 | 關公     | 阿龍及細威的同學，沙燕隊成員。 |
| 潘燦良 | 曾先生   | 沙田區政務專員，召開了校長會探討區議會撥款方向，期間被盧校長所打動，信任他並決定撥款支持他成立「沙燕隊」，亦有於少棒聯盟決賽時到場觀賽。 角色主要改編自時任沙田區政務專員、前香港行政長官曾蔭權；部分情節亦由時任沙田區助理政務專員、前香港財政司司長曾俊華合併而成。 |
| 談善言 | 芷菁     | 范進威女友，基覺中學女子排球隊的隊員，對細威的主動追求有好感。後來於二人獨處時，與細威發生了性行為並懷孕。 |
| 孫力民 | 龍父親   | |
| 稅潔   | 龍母親   | |
| 王思敏 | 阿玲     | 居於禾輋邨 謝志龍暗戀對象 |

## 製作
導演陳志發及編劇黃智揚為香港浸會大學電影學院畢業生，於2013年透過商務及經濟發展局創意香港主辦的「首部劇情電影計劃」於大專組勝出，獲香港電影發展局的電影發展基金撥款200萬港元拍攝。由於政府提供的資助遠低於一部長片正常的預算，電影在製作期間面臨困難，並須動員剛畢業或在學的學生及義工參與製作。

## 上映
本片獲選為2016年第四十屆香港國際電影節的參展電影之一，於3月26日及4月2日放映兩場，門票於開售後半小時及數小時後旋即相繼爆滿，及後在姊妹節目「電影節發燒友」內加場，時任香港財政司司長曾俊華亦撰文推介。本片亦為當屆電影節為視障人士特設的口述影像電影場次選片之一。世界首映順利於2016年3月26日假UA太古城中心戲院舉行。本片最後由高先電影發行，2016年6月起放映優先場，2016年8月25日正式上映。

## 歷史改編
本電影對沙燕隊成立的事件作出了相當大程度的改編，而電影在片尾附上真實的歷史照片以介紹現實中的這段香港歷史。
- 沙燕隊成立年份應為1982年，為配合電影劇情需要，故將成立年份推遲至與1984年《中英聯合聲明》簽署同年。
- 盧光輝校長現實中任職的學校應為基覺小學，而真實沙燕少棒隊的成員亦為小學生，並非電影中虛構的中學生及少年形象。

## 電影歌曲

### 主題曲
- 《沙燕之歌》[12]

作詞：陳心遙　
作曲、編曲、歌曲監製：戴偉　
編曲、主唱：Supper Moment

### 插曲
- 《Seems Likes So Far Away》

作詞：曾曙曦、劉敬雯　
作曲、編曲、歌曲監製：戴偉　
主唱：劉敬雯
- 《伴我啟航》

作詞：鄭國江　
作曲、編曲、歌曲監製：黎小田
主唱：小虎隊

### 配樂
原創音樂：戴偉 
演奏：香港浸會大學音樂系、香港浸會大學管弦樂團

## 奬項

### 第53屆金馬獎[14]
| 年份 | 獲提名 | 獎項       | 結果 |
| ---- | ------ | ---------- | ---- |
| 2016 | 胡子彤 | 最佳新演員 | 提名 |

### 第23屆香港電影評論學會大獎
| 年份 | 獲提名     | 獎項     | 結果 |
| ---- | ---------- | -------- | ---- |
| 2017 | 《點五步》 | 推薦電影 | 獲獎 |

### 第11屆香港電影導演會年度大獎
| 年份 | 獲提名 | 獎項       | 結果 |
| ---- | ------ | ---------- | ---- |
| 2017 | 胡子彤 | 最佳新演員 | 獲獎 |

### 第11屆亞洲電影大獎
| 年份 | 獲提名 | 獎項       | 結果 |
| ---- | ------ | ---------- | ---- |
| 2017 | 胡子彤 | 最佳新演員 | 提名 |

### 第36屆香港電影金像獎
| 年份 | 獲提名                    | 獎項             | 結果 |
| ---- | ------------------------- | ---------------- | ---- |
| 2017 | 《點五步》                | 最佳電影         | 提名 |
| 2017 | 廖啟智                    | 最佳男配角       | 提名 |
| 2017 | 胡子彤                    | 最佳新演員       | 獲獎 |
| 2017 | 談善言                    | 最佳新演員       | 提名 |
| 2017 | 柯星沛                    | 最佳攝影         | 提名 |
| 2017 | 戴偉                      | 最佳原創電影音樂 | 提名 |
| 2017 | Supper Moment《沙燕之歌》 | 最佳原創電影歌曲 | 獲獎 |
| 2017 | 陳志發                    | 新晉導演         | 提名 |

### 微博之星2016
| 年份 | 獲提名     | 獎項         | 結果 |
| ---- | ---------- | ------------ | ---- |
| 2017 | 《點五步》 | 微博給力電影 | 提名 |

### 第17屆華語電影傳媒大獎
| 年份 | 獲提名 | 獎項       | 結果 |
| ---- | ------ | ---------- | ---- |
| 2017 | 胡子彤 | 最佳新演員 | 提名 |

## 外部連結
- .   [2016-04-02]. （原始内容存档于2020-09-24） （中文（香港））.
- .   [2016-04-03]. （原始内容存档于2020-02-23） （中文（香港））.
- 香港影庫上《點五步》的資料（繁體中文）
- 豆瓣电影上《點五步》的資料 （简体中文）
- 时光网上《點五步》的資料（简体中文）
- 互联网电影数据库（IMDb）上《點五步》的资料（英文）
- .   [2016-08-19]. （原始内容存档于2020-08-05） （中文（香港））.
- .   [2016-04-02]. （原始内容存档于2016-03-29） （中文（香港））.
- .   [2016-04-21]. （原始内容存档于2017-03-27） （意大利语）.